# Holm Henning Freier
Holm Henning Freier (* 1949 in Thüringen) ist ein deutscher Schauspieler und Regisseur.

## Leben
Holm Henning Freier wurde 1949 in Thüringen geboren und besuchte von 1956 bis 1964 verschiedene Grundschulen in Potsdam und die Polytechnische Oberschule in Nuthetal. Ab 1964 absolvierte er die 1. Erweiterte Oberschule in Potsdam, das heutige Humboldt-Gymnasium, die er 1968 mit dem Abitur abschloss. Im Jahr 1970 begann er ein Studium an der Staatlichen Schauspielschule Berlin, die er 1973 mit der Bühnenreife beendete. Es folgten mehrere Rollen in Filmen der DEFA und des Fernsehens der DDR. 1976 begann er ein Studium an der Hochschule für Film und Fernsehen der DDR in Potsdam-Babelsberg, das er als Diplomfilm- und Fernsehwissenschaftler abschloss. In den 1980er Jahren wurde er Mitarbeiter der Staatlichen Filmdokumentation der DDR. Ebenfalls in den 1980er Jahren versuchte er seinen Fahneneid, den er zur Einberufung zum Wehrdienst in der Nationalen Volksarmee geleistet hatte, zu widerrufen und stellte einen Ausreiseantrag nach Österreich. Die Folge war ein Berufsverbot, so dass er sich mit Gelegenheitsjobs durchschlagen musste.
Nach der Wende wurde Holm Henning Freier von Juli 1990 bis Dezember 1991 zum Programmdirektor des Deutschen Fernsehfunks berufen und war in den letzten Wochen der Existenz dieses Senders auch dessen letzter Intendant. Seit Januar 1997 ist er geschäftsführender Vorstand der Latücht - Film & Medien e.V., einem gemeinnützigen Kulturverein in Neubrandenburg. Er war Mitglied der Jury zum Grimme-Preis 2012.
Von April 2009 bis zum Dezember 2013 leitete er die Behörde der Außenstelle Neubrandenburg des  Bundesbeauftragten für die Stasi-Unterlagen und übernahm anschließend diese Funktion für ein Jahr in Chemnitz. Im Jahr 2013 wurde er Kandidat der SPD auf dem Listenplatz 6 der Landesliste Mecklenburg-Vorpommern für die Bundestagswahl. 2014 kandidierte er im Wahlkreis Neubrandenburg III für den Kreistag. Von 2014 bis 2016 war er Mitglied im Ortsvorstand der SPD in der Stadt Neubrandenburg.

## Filmografie
- 1971: Rottenknechte (Fernsehfilm)
- 1972: Die große Reise der Agathe Schweigert (Fernsehfilm)
- 1975: Mein blauer Vogel fliegt
- 1977: Ernst Schneller (Fernsehfilm, 2 Teile)
- 1979: Des Henkers Bruder
- 1979: Das unsichtbare Visier (Fernsehserie, 1 Episode)
- 1980: Max und siebeneinhalb Jungen
- 1982: Polizeiruf 110: Petra (Fernsehreihe)
- 1982: Dein unbekannter Bruder
- 1982: Sabine Kleist, 7 Jahre…
- 1990: Selbstversuch (Fernsehfilm)